# Franck Kanouté
Elimane Franck Kanouté (13 december 1998) is een Senegalees voetballer die sinds 2020 uitkomt voor Cercle Brugge. Kanouté is een middenvelder.

## Clubcarrière
Kanouté groeide op in Ziguinchor, waar onder andere ook Krépin Diatta opgroeide. Hij begon te voetballen in de voetbalacademie van zijn vader in Senegal. In 2015 kwam Juventus FC de zestienjarige Kanouté wegplukken uit zijn geboorteland. Twee jaar later maakte hij de overstap naar Delfino Pescara 1936, waarmee hij op 8 september 2017 zijn debuut maakte in de Serie B. De club leende hem twee keer uit: eerst aan Ascoli Calcio, vervolgens aan Cosenza Calcio. Alles bij elkaar speelde Kanouté 49 wedstrijden in de Serie B.
In september 2020 maakte Kanouté met de hulp van moederclub AS Monaco voor twee miljoen euro de overstap naar de Belgische eersteklasser Cercle Brugge. Kanouté maakte een goede start bij Cercle Brugge, maar zakte nadien geleidelijk aan weg. Een dieptepunt tijdens zijn eerste seizoen bij Cercle Brugge was zijn betrapping op een lockdownparty.

## Clubstatistieken
| Seizoen         | Club            | Land            | Competitie         | Competitie | Competitie | Beker | Beker | Supercup | Supercup | Europees | Europees | Totaal | Totaal |
| Seizoen         | Club            | Land            | Competitie         | Wed.       | Dlp.       | Wed.  | Dlp.  | Wed.     | Dlp.     | Wed.     | Dlp.     | Wed.   | Dlp.   |
| --------------- | --------------- | --------------- | ------------------ | ---------- | ---------- | ----- | ----- | -------- | -------- | -------- | -------- | ------ | ------ |
| 2017/18         | Delfino Pescara | Vlag van Italië | Serie B            | 7          | 0          | 1     | 0     | —        | —        | —        | —        | 8      | 0      |
| 2017/18         | → Ascoli Calcio | Vlag van Italië | Serie B            | 14         | 0          | 0     | 0     | —        | —        | —        | —        | 14     | 0      |
| 2018/19         | Delfino Pescara | Vlag van Italië | Serie B            | 10         | 0          | 1     | 0     | —        | —        | —        | —        | 11     | 0      |
| 2019/20         | → Ascoli Calcio | Vlag van Italië | Serie B            | 18         | 0          | 1     | 0     | —        | —        | —        | —        | 19     | 0      |
| 2020/21         | Cercle Brugge   | Vlag van België | Jupiler Pro League | 16         | 1          | 2     | 0     | —        | —        | —        | —        | 18     | 1      |
| Carrière totaal | Carrière totaal | Carrière totaal | Carrière totaal    | 65         | 1          | 5     | 0     | 0        | 0        | 0        | 0        | 70     | 0      |

Bijgewerkt op 4 maart 2021.

## Interlandcarrière
Op 15 november 2020 maakte Kanouté zijn interlanddebuut voor Senegal: in de Afrika Cup-kwalificatiewedstrijd tegen Guinee-Bissau kreeg hij van bondscoach Aliou Cissé meteen een basisplaats.
| Interlands van Franck Kanouté | Interlands van Franck Kanouté | Interlands van Franck Kanouté | Interlands van Franck Kanouté | Interlands van Franck Kanouté | Interlands van Franck Kanouté | Interlands van Franck Kanouté |
| No.                           | Datum                         | Wedstrijd                     | Uitslag                       | Soort Wedstrijd               | Doelpunten                    |                               |
| Als speler bij Cercle Brugge  | Als speler bij Cercle Brugge  | Als speler bij Cercle Brugge  | Als speler bij Cercle Brugge  | Als speler bij Cercle Brugge  | Als speler bij Cercle Brugge  | Als speler bij Cercle Brugge  |
| ----------------------------- | ----------------------------- | ----------------------------- | ----------------------------- | ----------------------------- | ----------------------------- | ----------------------------- |
| 1.                            | 15 november 2020              | Guinee-Bissau – Senegal       | 0 – 1                         | Kwalificatie Afrika Cup 2021  | -                             |                               |
| Totaal                        | Totaal                        | Totaal                        | Totaal                        | Totaal                        | 0                             |                               |

Bijgewerkt tot 4 maart 2021